# Grand Prix d'Ouverture La Marseillaise 2007
Il Grand Prix d'Ouverture La Marseillaise 2007, ventottesima edizione della corsa, valevole come evento dell'UCI Europe Tour 2007 categoria 1.1, si svolse il 6 febbraio 2007 su un percorso di 140,8 km, con partenza e arrivo a Marsiglia, in Francia. La vittoria fu appannaggio del britannico Jeremy Hunt, che completò il percorso in 3h07'09", alla media di 39,658 km/h, precedendo il russo Michail Ignat'ev ed il belga Staf Scheirlinckx.
Sul traguardo di Marsiglia 16 ciclisti portarono a termine la competizione.

## Ordine d'arrivo (Top 10)
| Pos. | Corridore         | Squadra     | Tempo    |
| ---- | ----------------- | ----------- | -------- |
| 1    | Jeremy Hunt       | Unibet.com  | 3h07'09" |
| 2    | Michail Ignat'ev  | Tinkoff     | a 3"     |
| 3    | Staf Scheirlinckx | Cofidis     | a 13"    |
| 4    | Glenn D'Hollander | C. Jacques  | s.t.     |
| 5    | Laurens ten Dam   | Unibet.com  | s.t.     |
| 6    | Rémi Pauriol      | Crédit Agr. | s.t.     |
| 7    | Pierre Rolland    | Crédit Agr. | a 17"    |
| 8    | Sven Renders      | C. Jacques  | s.t.     |
| 9    | Roger Hammond     | T-Mobile    | a 21"    |
| 10   | Pieter Mertens    | Predictor   | a 24"    |